# Tamar Eshel
Tamar Eshel (hébreu : תמר אשל ; 24 juillet 1920 – 24 juillet 2022) est une diplomate et femme politique israélienne.

## Biographie
Elle est née Tamar Finkelstein à Londres, alors que ses parents sont émissaires de l'Agence juive en Angleterre. Elle retourne avec eux en Palestine mandataire en 1923. Sa mère est membre des célèbres familles Feinberg et Belkind, et la sœur d'Avshalom Feinberg. Son père est parmi les premiers avocats du territoire. À leur retour en Palestine, ils s'installent à Haïfa, où Eshel obtient son diplôme de l'école hébraïque Reali. Elle étudie ensuite les études orientales à l'Université de Londres.
À Londres, elle est active au sein de la Haganah et, dans les années 1940, elle dirige son bureau d'immigration en France.

## Carrière diplomatique et politique

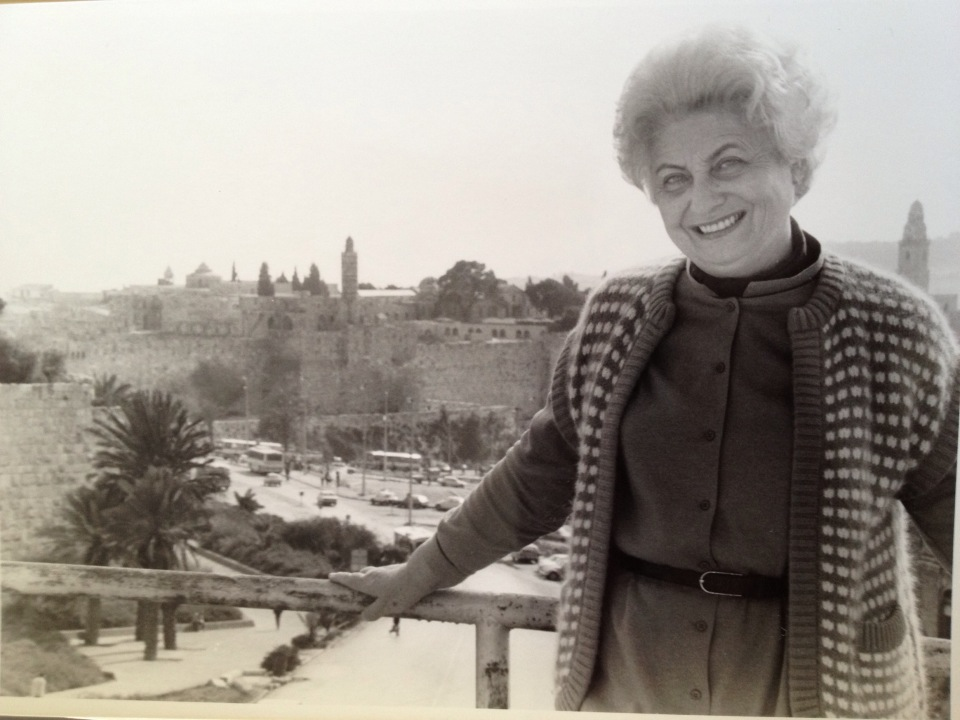
Tamar Eshel à Jérusalem, 1977

Après la création d’Israël en 1948, elle commence à travailler à Jérusalem pour le ministère des Affaires étrangères. Eshel représente le ministère dans ses délégations auprès des Nations Unies et occupe divers postes en son nom au sein du cabinet du Premier ministre. En 1968, à l'approche de sa retraite du ministère, elle reçoit le titre d'ambassadrice.
Dans les années 1970, Eshel est membre du conseil municipal de Jérusalem et adjointe au maire de Teddy Kollek. Elle est également à la tête de l'organisation féminine Na'amat, jusqu'à son élection à la Knesset sur la liste de l'Alignement en 1977. Elle conserve son siège aux élections de 1981 et reste en fonction jusqu'aux élections de 1984.
Eshel est décédée le 24 juillet 2022, le jour de son 102e anniversaire.